# Brunnshultadammen
Brunnshultadammen är en sjö i Vetlanda kommun i Småland och ingår i Emåns huvudavrinningsområde. Sjön är 15 meter djup, har en yta på 0,576 kvadratkilometer och är belägen 163,1 meter över havet. Sjön avvattnas av vattendraget Emån. Vid provfiske har bland annat abborre, braxen, gädda och gös fångats i sjön.

## Delavrinningsområde
Brunnshultadammen ingår i det delavrinningsområde (637299-145981) som SMHI kallar för Utloppet av Brunnshultadammen. Avrinningsområdets medelhöjd är 202 meter över havet och ytan är 8,76 kvadratkilometer. Räknas de 49 delavrinningsområdena uppströms in blir den ackumulerade arean 665,48 kvadratkilometer. Delavrinningsområdets utflöde Emån mynnar i havet. Delavrinningsområdet består mestadels av skog (74 procent) och jordbruk (13 procent). Avrinningsområdet har 0,58 kvadratkilometer vattenytor vilket ger det en sjöprocent på 6,6 procent.

## Fisk
Vid provfiske har följande fisk fångats i sjön:
- Abborre
- Braxen
- Gädda
- Gös
- Löja
- Mört